# Coupe du monde de course en ligne de canoë-kayak 2012
Navigation
Coupe du monde de course en ligne 2011 Coupe du monde de course en ligne 2013
La Coupe du monde de course en ligne en canoë-kayak, organisée par la Fédération internationale de canoë, se déroule du 18 mai au 3 juin 2012.

## Calendrier
| Date         | Ville     | Pays      |
| ------------ | --------- | --------- |
| 18 au 20 mai | Poznań    | Pologne   |
| 25 au 27 mai | Duisbourg | Allemagne |
| 1 au 3 juin  | Moscou    | Russie    |

## Résultats

### K1 - 200 m
| Étapes    | Hommes          | Hommes   |                     | Femmes   | Femmes |
| Étapes    | Vainqueur       | Temps    | Vainqueur           | Temps    |        |
| Poznań    | Edward McKeever | 36 s 926 | Marta Walczykiewicz | 42 s 609 |        |
| Duisbourg | Edward McKeever | 35 s 591 | Natasa Dusev-Janics | 40 s 751 |        |
| Moscou    | Cesar De Cesare | 35 s 555 | Jenni Mikkonen      | 41 s 685 |        |

### K2 - 200 m
| Étapes    | Hommes                               | Hommes   |
| Étapes    | Vainqueur                            | Temps    |
| Poznań    | Arnaud Hybois / Sébastien Jouve      | 33 s 432 |
| Duisbourg | Yuri Postrigay / Alexander Dyachenko | 32 s 278 |
| Moscou    | Yuri Postrigay / Alexander Dyachenko | 31 s 786 |

### C1 - 200 m
| Étapes    | Hommes            | Hommes   |
| Étapes    | Vainqueur         | Temps    |
| Poznań    | Andriy Kraytor    | 42 s 097 |
| Duisbourg | Alfonso Benavides | 40 s 685 |
| Moscou    | Andriy Kraytor    | 39 s 827 |

### K1 - 500 m
| Étapes    | Femmes                 | Femmes         |
| Étapes    | Vainqueur              | Temps          |
| Poznań    | Henriette Engel Hansen | 2 min 00 s 024 |
| Duisbourg | Danuta Kozak           | 1 min 51 s 188 |
| Moscou    | Vera Sobetova          | 2 min 05 s 261 |

### K2 - 500 m
| Étapes    | Femmes                        | Femmes         |
| Étapes    | Vainqueur                     | Temps          |
| Poznań    | Franziska Weber / Tina Dietze | 1 min 48 s 516 |
| Duisbourg | Franziska Weber / Tina Dietze | 1 min 43 s 122 |
| Moscou    | Debora Niche / Anne Knorr     | 1 min 52 s 821 |

### K4 - 500 m
| Étapes    | Femmes                                                                     | Femmes         |
| Étapes    | Vainqueur                                                                  | Temps          |
| Poznań    | Carolin Leonhardt / Franziska Weber / Katrin Wagner-Augustin / Tina Dietze | 1 min 39 s 573 |
| Duisbourg | Carolin Leonhardt / Franziska Weber / Katrin Wagner-Augustin / Tina Dietze | 1 min 32 s 060 |
| Moscou    | Natalia Lobova / Vera Sobetova / Anastasiya Sergeeva / Yuliana Salakhova   | 1 min 50 s 611 |

### K1 - 1000 m
| Étapes    | Hommes              | Hommes         |
| Étapes    | Vainqueur           | Temps          |
| Poznań    | Rene Holten Poulsen | 3 min 42 s 545 |
| Duisbourg | Aleh Yurenia        | 3 min 26 s 286 |
| Moscou    | Adam Van Koeverden  | 3 min 55 s 217 |

### K2 - 1000 m
| Étapes    | Hommes                          | Hommes         |
| Étapes    | Vainqueur                       | Temps          |
| Poznań    | Martin Hollstein / Andreas Ihle | 3 min 21 s 330 |
| Duisbourg | Martin Hollstein / Andreas Ihle | 3 min 11 s 495 |
| Moscou    | Max Rendschmidt / Kai Spenner   | 3 min 35 s 176 |

### K4 - 1000 m
| Étapes    | Hommes                                                         | Hommes         |
| Étapes    | Vainqueur                                                      | Temps          |
| Poznań    | Pavel Davidek / Daniel Havel / Josef Dostal / Lukas Trefil     | 3 min 04 s 309 |
| Duisbourg | Jan Sterba / Daniel Havel / Josef Dostal / Lukas Trefil        | 2 min 53 s 552 |
| Moscou    | Ilya Medvedev / Anton Vasilyev / Anton Ryakhov / Oleg Zhestkov | 3 min 18 s 405 |

### C1 - 1000 m
| Étapes    | Hommes            | Hommes         |
| Étapes    | Vainqueur         | Temps          |
| Poznań    | Mark Oldershaw    | 4 min 08 s 873 |
| Duisbourg | Sebastian Brendel | 3 min 46 s 677 |
| Moscou    | Ilya Shtokalov    | 4 min 44 s 538 |

### C2 - 1000 m
| Étapes    | Hommes                           | Hommes         |
| Étapes    | Vainqueur                        | Temps          |
| Poznań    | Peter Kretschmer / Kurt Kuschela | 3 min 47 s 706 |
| Duisbourg | Filip Dvorak / Jaroslav Radon    | 3 min 34 s 779 |
| Moscou    | Pavel Petrov / Alexey Bovdurets  | 4 min 04 s 605 |

## Classement final

### Kayak
| Rang | Nom                | Points |
| ---- | ------------------ | ------ |
| 1    | Adam van Koeverden | 27     |
| 2    | Edward McKeever    | 20     |
| 3    | Cesar De Cesare    | 18     |
| 4    | Murray Stewart     | 16     |
| 4    | Aleh Yurenia       | 16     |

| Rang | Nom                     | Points |
| ---- | ----------------------- | ------ |
| 1    | Alana Nicholls          | 34     |
| 2    | Jenni Mikkonen          | 23     |
| 3    | Henriette Engel Hansen  | 15     |
| 4    | Natalia Podolskaya      | 13     |
| 5    | Sofia Paldanius         | 12     |
| 5    | Spela Ponomarenko-Janic | 12     |

### Canoë
| Rang | Nom               | Points |
| ---- | ----------------- | ------ |
| 1    | Sebastian Brendel | 24     |
| 1    | Mark Oldershaw    | 24     |
| 3    | Andriy Kraytor    | 20     |
| 4    | Mathieu Goubel    | 13     |
| 4    | Nivalter Santos   | 13     |

### Par équipes
| Rang | Nom         | Points |
| ---- | ----------- | ------ |
| 1    | Allemagne   | 164    |
| 2    | Russie      | 116    |
| 3    | Australie   | 45     |
| 4    | Biélorussie | 39     |
| 5    | Tchéquie    | 37     |